# 吉田正 (写真家)
吉田 正（よしだ せい、1953年（昭和28年）3月16日 -）は、山口県山口市出身の写真家。日本広告写真家協会会員。日本写真芸術学会会員。

## 経歴
山口県立山口高等学校卒。大阪芸術大学写真学科卒業後、大日本印刷（株）CDC（クリエイティブ・デザイン・センター）写真部に入社、コマーシャルフォトグラファーとして10年勤務の後に独立する。学生時代にアメリカ南部（セントルイス、ニューオーリンズなど）を撮影したモノクロの心象風景が彼の写真作品の原点となり、国内外の日常的なシーンを題材に静謐で情緒的な世界を展開し、スタイリッシュなモノトーンの作品として評されている。また、詩人の中原中也とは縁戚関係にあり、詩と写真のコラボレーション作品も発表している。